# Czas gwiazdowy
Czas gwiazdowy – czas wyznaczany tempem rotacji sfery niebieskiej. Definiuje się go jako kąt godzinny punktu równonocy wiosennej (punktu Barana). Jest on zawsze równy rektascensji obiektu astronomicznego, który znajduje się w danej chwili w południku lokalnym. Czas gwiazdowy należy do czasów o charakterze lokalnym, w różnych miejscach Ziemi mamy różny czas gwiazdowy. 
Naturalną jednostką czasu gwiazdowego jest doba gwiazdowa, która jest równa okresowi, w jakim obraca się Ziemia dookoła osi względem gwiazd. Dobę gwiazdową dzielimy na 24 godziny gwiazdowe, te na 60 minut gwiazdowych, a te z kolei na 60 sekund gwiazdowych. 
Czas gwiazdowy jest różny od używanego w życiu codziennym średniego czasu słonecznego, w którym obrót Ziemi wokół własnej osi względem kierunku ku Słońcu (doba słoneczna) trwa 24 godziny. Okres obrotu Ziemi względem gwiazd (doba gwiazdowa) jest nieco krótszy – 23 godziny, 56 minut i 4 sekundy. Różnica ta jest skutkiem ruchu orbitalnego Ziemi dookoła Słońca. 
Rok zwrotnikowy trwa 365,242198797 średnich dób słonecznych, co jest równe 366,242198797 dób gwiazdowych.